# BE Semiconductor
BE Semiconductor Industries N.V. kaldet Besi er en nederlandsk multinational virksomhed, der designer og fremstiller udstyr til produktion af mikrochips. Virksomheden blev etableret i maj 1995 af Richard Blickman. Der er 2.040 ansatte og 200 i hovedkvarteret i Duiven. Produktionen foregår i Kina og Malaysia.